# Досенхајм сир Цинзел
Досенхајм сир Цинзел (фр. Dossenheim-sur-Zinsel) насеље је и општина у источној Француској у региону Алзас, у департману Доња Рајна која припада префектури Саверн.
По подацима из 2011. године у општини је живело 1122 становника, а густина насељености је износила 65,23 становника/km². Општина се простире на површини од 17,2 km². Налази се на средњој надморској висини од 185 метара (максималној 421 m, а минималној 176 m).

## Демографија
| 1962. | 1968. | 1975. | 1982. | 1990. | 1999. | 2011. |
| ----- | ----- | ----- | ----- | ----- | ----- | ----- |
| 951   | 954   | 1.057 | 1.094 | 1.098 | 1.069 | 1.122 |

График промене броја становника у току последњих година